# Dario Argento Panico
Dario Argento Panico és una pel·lícula documental italo-britànica de 2023 coescrita i dirigida per Simone Scafidi. Es va estrenar fora de competició a la 80a edició del Festival Internacional de Cinema de Venècia. S'ha doblat i subtitulat al català.

## Argument
La pel·lícula se centra en les obres de Dario Argento així com en la seva vida personal. Entre els entrevistats hi ha la família d'Argento, incloses les seves filles Fiore i Asia i la seva primera esposa Marisa Casale, col·laboradors de molt de temps d'Argento com Michele Soavi, Lamberto Bava, Luigi Cozzi, Franco Ferrini i Claudio Simonetti de Goblin, i directors que es van veure influenciats per les seves obres, com Guillermo del Toro, Nicolas Winding Refn i Gaspar Noé.

## Estrena
La pel·lícula es va estrenar al 80a Mostra Internacional de Cinema de Venècia a la barra lateral de Venice Classics Fou estrenada a  Shudder el 2 de febrer de 2024.

## Recepció
Al lloc web de l'agregador de ressenyes Rotten Tomatoes, el 95% de les 19 crítiques són positives, amb una valoració mitjana de 7,4/10